# 香港公司治理公會
香港公司治理公會（英語：The Hong Kong Chartered Governance Institute，簡稱HKCGI）是英國特許公司治理公會的分會，前稱香港特許秘書公會（英語：The Hong Kong Institute of Chartered Secretaries，簡稱HKICS），由公司治理專業人士組成。該會授予特許秘書及公司治理師資格，並對公會成員進行管理和輔導。公會於1949年由英國特許公司治理公會通過成立，並且獲得部分香港政府部門的採用其所訂立的治理標準。

## 理事會
| 執事:                                 |                                            |
| 會長                                  | 司馬志先生FCG HKFCG （連任理事）           |
| 副會長                                | 盧詩曼女士FCG HKFCG(PE) （新任理事）       |
| 副會長                                | 鄒兆麟先生FCG HKFCG （連任理事）           |
| 副會長                                | 羅楠先生FCG HKFCG(PE)                      |
| 司庫                                  | 周偉成先生FCG HKFCG(PE)                    |
|                                       |                                            |
| 理事:                                 |                                            |
| 區啟明教授 FCG HKFCG                  |                                            |
| 趙明璟先生 FCG HKFCG(PE)              |                                            |
| 周玉燕女士 FCG HKFCG(PE) （新任理事） |                                            |
| 傅溢鴻先生 FCG HKFCG(PE) （新任理事） |                                            |
| 羅偉曦先生 FCG HKFCG                  |                                            |
| 何詠紫女士 FCG HKFCG(PE)              |                                            |
| 劉志強先生 FCG HKFCG                  |                                            |
| 魏方先生 FCG HKFCG（新任理事）        |                                            |
| 楊位恒先生 FCG HKFCG(PE)（新任理事）  |                                            |
| 張文宇先生 FCG HKFCG(PE)（新任理事）  |                                            |
|                                       |                                            |
| 當然成員:                             |                                            |
| 前任會長                              | 李俊豪先生 FCG HKFCG(PE)                   |
| 前會長                                | 馬琳女士 FCG HKFCG(PE)                     |
|                                       |                                            |
| 榮譽顧問:                             |                                            |
| 前國際會長及前會長                    | 施熙德女士 FCG(CS, CGP) HKFCG(CS, CGP)(PE) |